# Canhão atômico M65

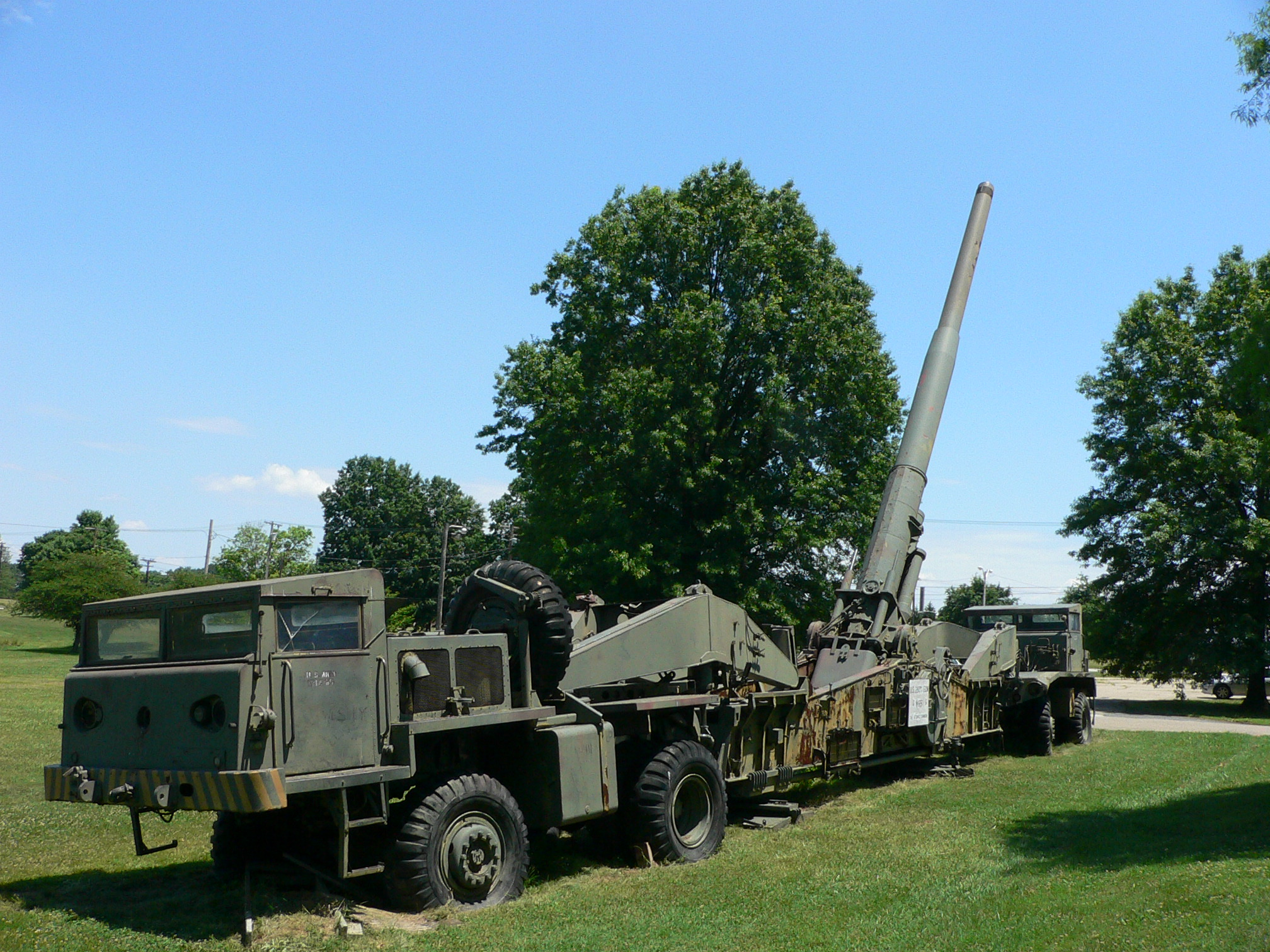
O canhão M65.

O canhão atômico M65, muitas vezes chamado de Atomic Annie, foi uma peça de artilharia rebocada construída pelos Estados Unidos e capaz de disparar uma ogiva nuclear. Foi projetado e desenvolvido no início dos anos 1950, no início da Guerra Fria e colocado em serviço entre abril de 1955 e dezembro de 1962, na Alemanha Ocidental, Coreia do Sul e em Okinawa, no Japão.

## História

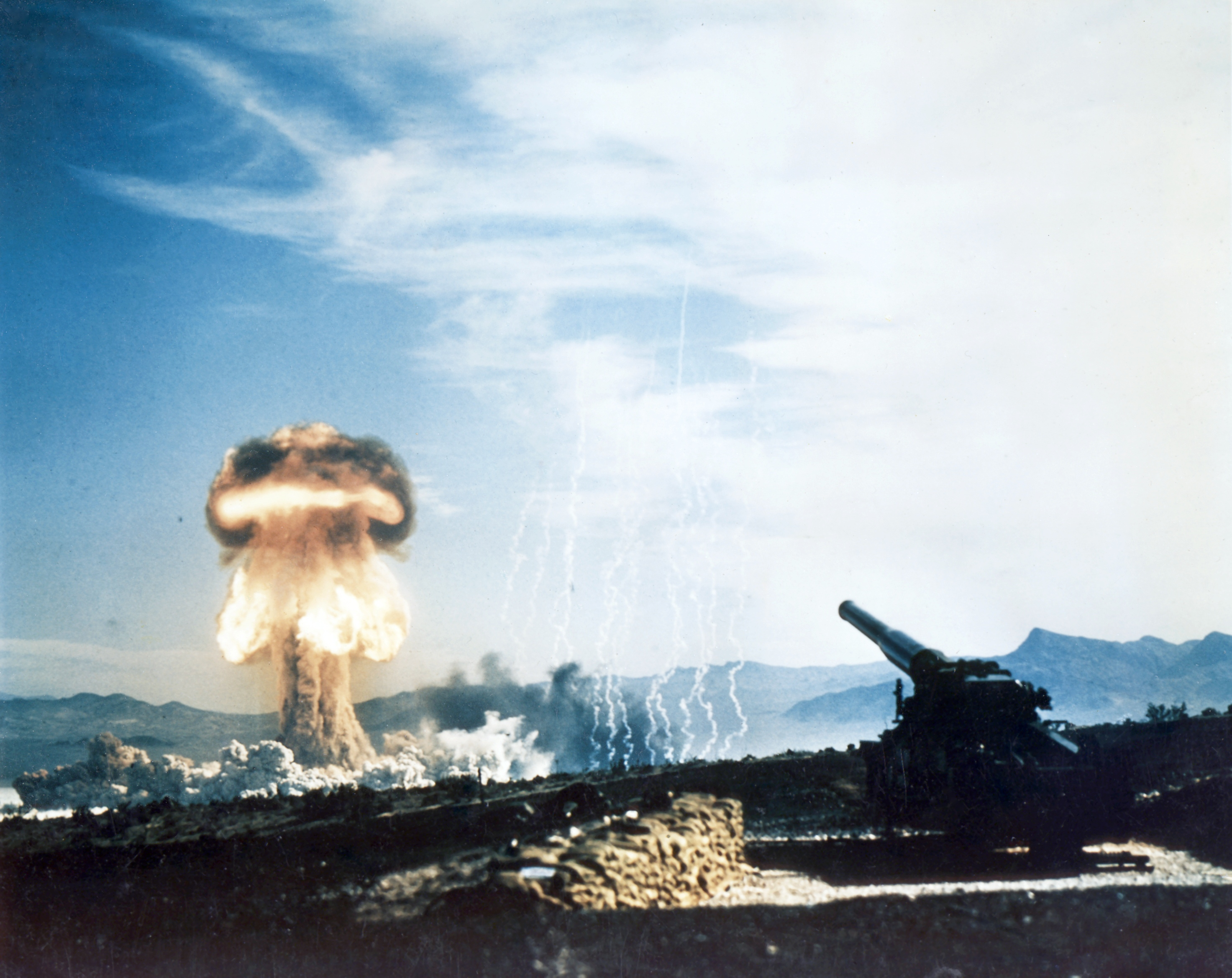
A nuvem cogumelo resultante da explosão da ogiva W9 com o canhão atômico em primeiro plano

Em 1949, o Picatinny Arsenal foi encarregado de criar uma peça de artilharia com capacidade nuclear. Robert Schwartz, o engenheiro que criou os projetos preliminares, basicamente ampliou os projéteis de 240 mm (então o máximo no arsenal) para 280 mm e usou o canhão ferroviário alemão K5 de tamanho semelhante como ponto de partida para a estrutura. (O nome Atomic Annie provavelmente deriva do apelido Anzio Annie dado a um par de canhões K5 alemães que foram empregados contra os desembarques americanos na Itália .) O projeto foi aprovado pelo Pentágono, em grande parte por meio da intervenção de Samuel Feltman, chefe da seção de balística da divisão de pesquisa e desenvolvimento do departamento de material bélico. Seguiu-se um esforço de desenvolvimento de três anos. O projeto avançou rápido o suficiente para produzir um modelo de demonstração para participar do desfile inaugural de Dwight D. Eisenhower em janeiro de 1953. A arma foi inicialmente designada T131 e o caminhão transportador era do modelo T72.

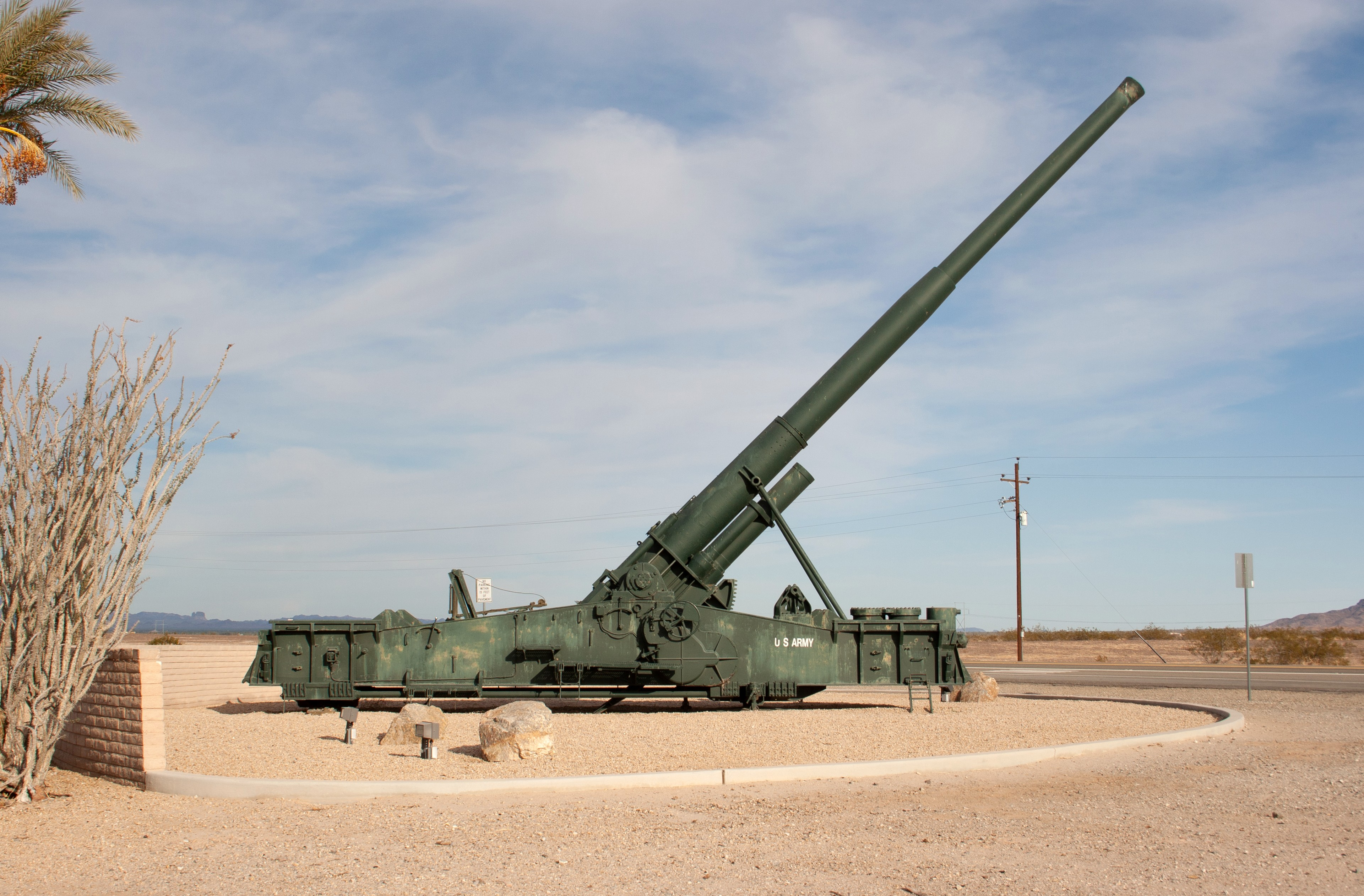
M65 restaurado na posição de ataque

O canhão foi transportado por dois caminhões especialmente projetados da mesma maneira que os vagões Schnabel da ferrovias. Ambos os caminhões possuíam direção independente, como alguns caminhões de bombeiros extralongos. Cada um dos dois caminhões possuíam motores de 375 hp e a combinação um tanto desajeitada pode atingir velocidades de 35 milhas por hora (56 km/h) e faça curvas em ângulo ziato em 28 pés (8,5 m) estradas largas pavimentadas ou compactadas.
A peça de artilharia pode ser desmontada em 12 minutos e, em seguida, retornada à configuração móvel em outros 15 minutos. A arma era disparada baixando sua plataforma ao nível do solo e os dois caminhões eram desacoplados. Todo o conjunto da arma foi equilibrado em uma junta esférica para que pudesse ser girado em torno da plataforma. A travessia era limitada por uma trilha curva colocada sob a parte traseira da arma.

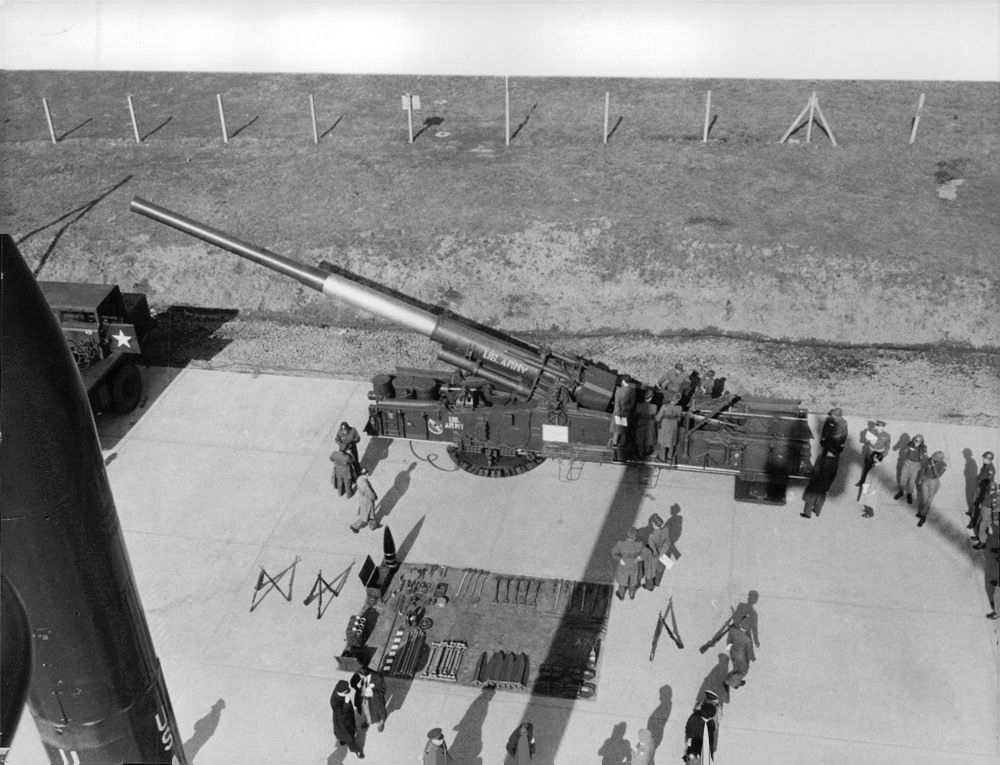
M65 em uma base do exército americano

Em 25 de maio de 1953, às 8h30 am, o canhão atômico foi testado no Nevada Test Site (especificamente Frenchman Flat ) como parte da série Upshot-Knothole de testes nucleares. O teste - codinome " Grable " - contou com a presença do presidente-delegado do Estado-Maior Conjunto, almirante Arthur W. Radford e do secretário de defesa dos Estados Unidos, Charles Erwin Wilson ; resultou na detonação bem-sucedida de uma ogiva W9 em um alcance de 7 mil km. Este foi o primeiro e único projétil nuclear a ser disparado de um canhão. (O tiro de teste do Little Feller 1 de um W54 usou um sistema de armas Davy Crockett, que era uma arma de cano liso sem recuo disparando a ogiva montada na extremidade de uma torneira inserida no cano da arma.)

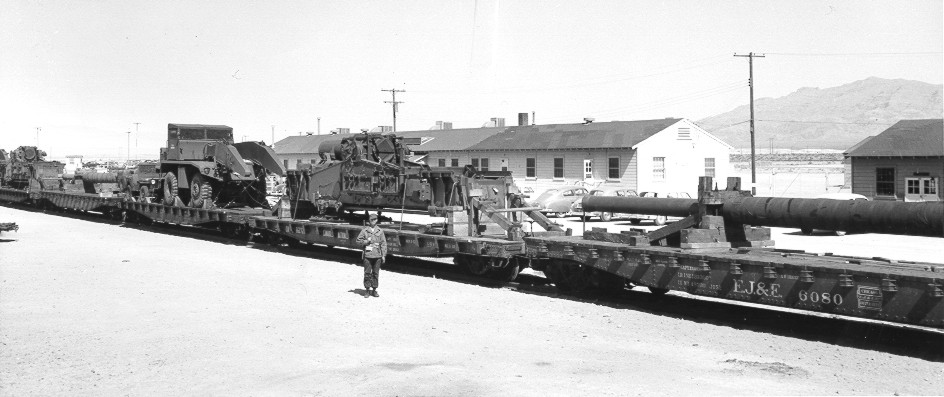
M65 desmontado em um trem

Após o teste bem-sucedido, pelo menos 20 canhões foram fabricados nos Arsenals de Watervliet e Watertown, ao custo de 800.000 dólares cada. Os canhões pesavam 83,3 toneladas, tinham 84 pés de comprimento, 16,1 pés de largura e 12,2 pés de altura. Operado por uma tripulação de 5 a 7 artilheiros, o canhão disparava projéteis de calibre 280 mm que pesavam 600 libras e tinham um alcance de 7 a 20 milhas. O rendimento atômico das conchas pode estar entre 15 e 20 quilotons. Eles foram implantados no exterior, na Europa e na Coréia, e frequentemente mudados de lugar para evitar serem detectados e alvos de forças inimigas. Devido ao tamanho do aparelho, seu alcance limitado, o desenvolvimento de projéteis nucleares compatíveis com as peças de artilharia existentes (o W48 para o 155 mm e o W33 para o 203 mm ) e o desenvolvimento de artilharia nuclear baseada em foguetes e mísseis (como os mísseis nucleares táticos Little John e Honest John), o M65 tornou-se efetivamente obsoleto logo após ser implantado. No entanto, permaneceu uma arma de prestígio e foi operada até 1963.

## Unidades em exposição
Dos vinte M65s produzidos, pelo menos sete existem e estão em museus. A maioria deles não tem mais seus caminhões transportadores.

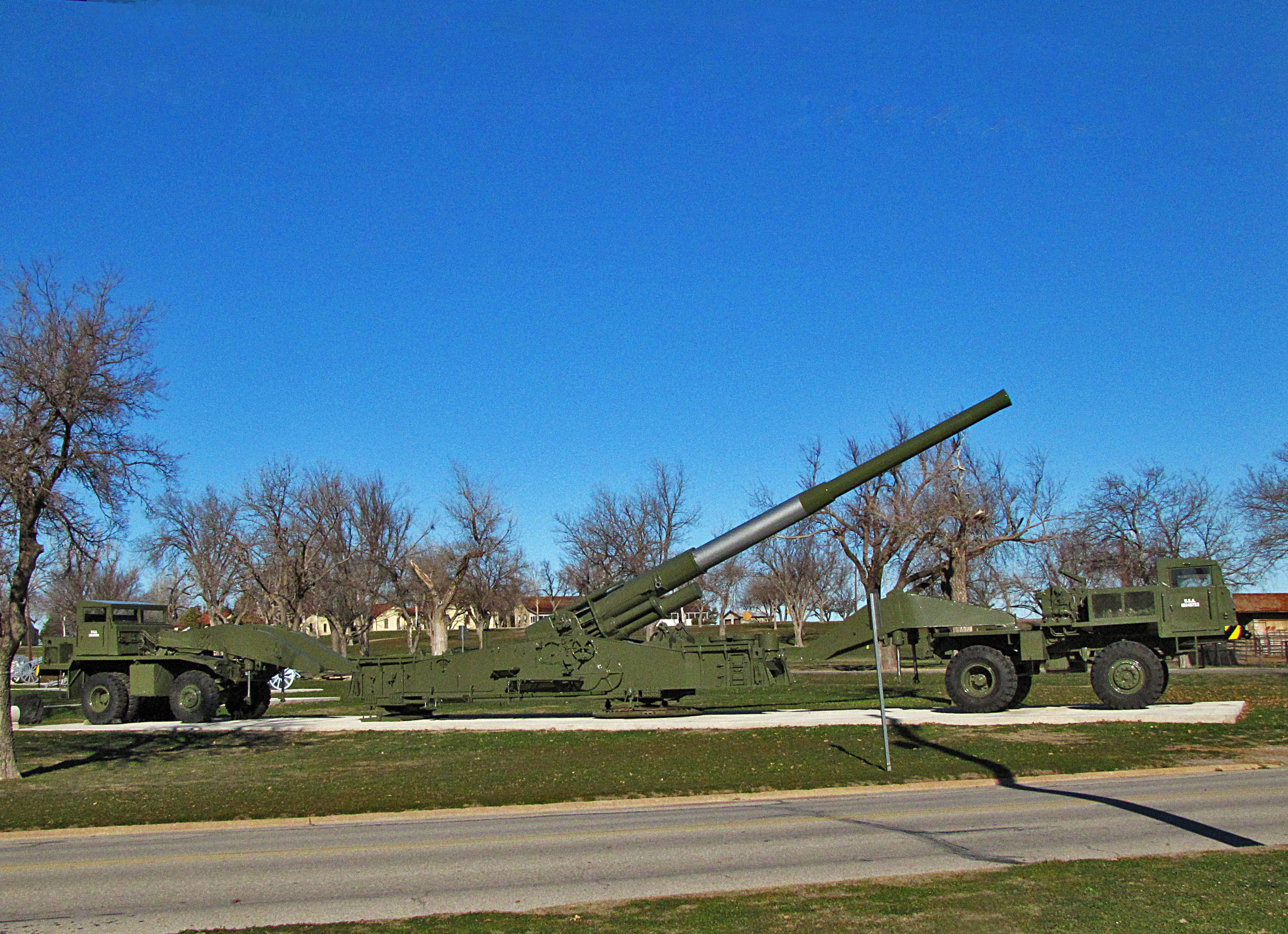
M65 restaurado em exposição

- Museu de Artilharia do Exército dos EUA, Fort Sill, Oklahoma . Este é o Atomic Annie original que disparou o tiro nuclear no vídeo ao vivo. Foi restaurado em 2010[6] e agora é exibido com caminhões diferentes substituindo aqueles que foram perdidos em um acidente quando o canhão foi recuperado da Alemanha pelo museu em 1964.[7] Após o teste inicial, foi trocado por engano por um canhão diferente. O erro foi descoberto 10 anos depois, levando a uma busca pela arma original. A busca foi concluída com sucesso na Alemanha em 1964, após a qual o canhão foi encontrado, recuperado e restaurado.[8]
- United States Army Ordnance Training and Heritage Center, Petersburg, Virginia, com os dois grandes caminhões transportadores anexados.
- Museu Nacional de Ciência e História Nuclear, Albuquerque, Novo México, com os dois caminhões existentes
- Freedom Park, Junction City, Kansas, com vista para Fort Riley
- Rock Island Arsenal, Memorial Field, Rock Island, Illinois
- Watervliet Arsenal Museum, Watervliet Arsenal, Watervliet, Nova York, a fábrica onde todas as peças foram fabricadas
- Yuma Proving Ground, Yuma, Arizona

O Museu da Guerra da Virgínia em Newport News, Virgínia, foi erroneamente identificado como possuidor de 240 mm protótipo do M65. A arma no museu é na verdade um canhão convencional T1 de 240 mm, um dos dois produzidos como parte de um programa de design separado que foi abandonado em favor do canhão T131 280 mm. Tanto o T1 quanto o T131/M65 compartilham os caminhões T72.